# Maria Karolina av Österrike

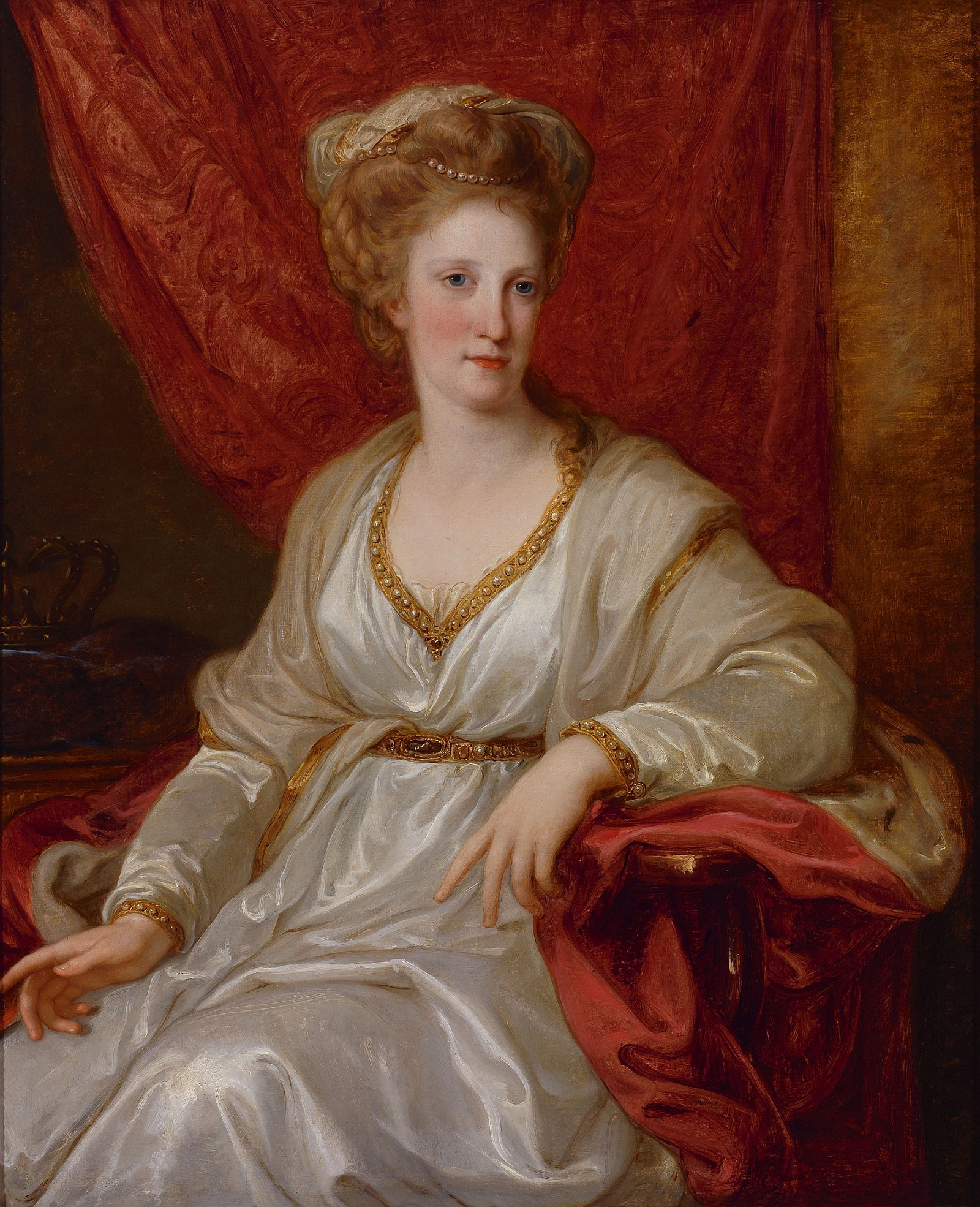
Maria Karolina av Österrike, målad av Angelika Kauffmann.

Maria Karolina av Österrike (italienska: Maria Carolina), född 13 augusti 1752, död 8 september 1814, var drottning och de facto regent av Neapel och Sicilien. Hon var dotter till det tysk-romerska kejsarparet Frans I och Maria Teresia och syster till Marie-Antoinette. Hon var gift med kung Ferdinand IV av Neapel och Sicilien.

## Uppväxt
Maria Karolina kallades under sin barndom för Charlotte. Hon och hennes tre år yngre syster Marie-Antoinette uppfostrades på grund av sin närhet i ålder ungefär som tvillingar, och stod närmast varandra av syskonen. På grund av sin ställning som yngst ansågs de mindre viktiga och lämnades mycket frihet i uppfostran, och de beskrivs som vilda och umgicks med bland andra Charlotte och Louise av Hessen-Darmstadt, brorsdöttrar till Ludvig IX av Hessen-Darmstadt, som också växte upp vid hovet. 
Maria Karolina ska ha varit mer vild än Marie-Antoinette och dominerat sin syster: hon beskrivs som trotsig och viljestark och övertygad om att hon var förutbestämd att regera, och hon ska ha hunsat sina guvernanter och trotsat sin mor. Ursprungligen ansågs hon inte vacker, men under tonåren ansågs hon ha utvecklats till en skönhet, och var förutbestämd att lanseras på den politiska äktenskapsmarknaden.

## Äktenskap
År 1767 inledde Maria Theresia på allvar förhandlingar om politiska arrangemangspartier för sina fem döttrar Maria Elisabet, Maria Amalia, Maria Josefa, Maria Karolina och Maria Antonia. Maria Theresia ville sluta äktenskapsallianser med både Ferdinand av Neapel och Ferdinand av Parma, och eftersom dessa var son respektive brorson till Karl III av Spanien fördes förhandlingarna med Spanien. Hon önskade också att någon av hennes döttrar skulle gifta in sig i det franska kungahuset, och Maria Karolina var hennes favoritkandidat för det äktenskapet eftersom Ludvig XV var hennes gudfar. Smittkoppsepidemin 1767 uteslut Maria Elisabet ur förhandlingarna genom att förstöra hennes utseende, och orsakade Maria Josefas död just när hon skulle bli gift med Ferdinand av Neapel. Maria Theresia lät då Ferdinand av Neapel välja mellan Maria Amalia och Maria Karolina, och sedan han hade valt Maria Karolina, återstod Maria Amalia att gifta bort till Parma och Maria Antonia till Frankrike. 
Maria Karolina och Ferdinand IV vigdes först per ombud i Wien 7 april 1768 med hennes bror Ferdinand som ombud för brudgummen. I Bologna mötte hon sin bror storhertig Leopold av Toscana och sin svägerska Maria Luisa av Spanien, som enligt avtal skulle följa henne till Neapel och bo med henne ett slag för att integrationen skulle gå lättare. Den 12 maj skildes hon från sitt österrikiska hov i gränsstaden Terracina, och några dagar senare mötte hon sitt napolitanska hov i Portello, där hon sedan presenterades för Ferdinand IV. Paret färdades sedan till palatset i Caserta, där de vigdes samma natt. Efter att ha tillbringat smekmånaden på Caserta, gjorde kungaparet därefter sitt officiella intåg i huvudstaden Neapel 19 maj.

## Drottning av Neapel och Sicilien
Maria Karolina upplevde bröllopsnatten som en mardröm och var initialt olycklig nog att ställa till uppträden och scener. Hon tog dock snart kontrollen över sitt nya liv. Omständigheterna för henne att spela en politisk roll var gynnsamma. Ferdinand IV hade blivit kung som barn och var van vid att låta sig domineras. Hans ministrar hade gett order om att han inte skulle få någon större bildning utan i stället uppfostras till att ägna sig åt sitt nöjesliv och lämna politiken åt andra. Ferdinand beskrivs som en person formad till att låta sig styras av andra, och var van vid att inte behöva ha något med politik att göra. Sedan hans far hade lämnat landet för att bli kung i Spanien, sköttes i stället landets affärer av minister Tannucci, som höll en spanskvänlig linje.    
Maria Karolina lärde sig mycket snabbt att ta kontrollen över Ferdinand och anpassa sig till sin nya tillvaro i Neapel, och hon lärde sig snabbt hur hon skulle utnyttja sin ställning både som drottning i sällskapslivet och hos maken. Hon beskrivs som vacker, kvick och ambitiös, och ansågs spela sin roll som drottning på ett värdigt sätt. Hon ska ha dominerat Ferdinand genom att först göra sig omtyckt genom smicker och sin sexualitet, för att sedan manipulera honom genom melodramatiska gräl då hon var missnöjd, och vid dessa tillfällen i samråd med hovmästaren avgöra hur lång tid konflikten skulle vara innan hon återigen gjorde sig sexuellt tillgänglig. Maria Karolina använde också sin sociala ställning till att snabbt göra sig till sällskapslivets centralfigur och skapa popularitet hos både hov och allmänhet. Hennes mottagningar blev berömda i Italien, och hon gjorde sig till en förebild inom mode, kultur och underhållning. 
Vid hovet i Neapel rådde en spansk hovetikett som försvårade umgänget genom den distans den skapade mellan kungaparet och andra: det var bland annat förbjudet för någon att äta vid samma bord som kungaparet, eller dansa samtidigt som de. Maria Karolina löste problemet med att ingen fick sitta i kungaparets närvaro genom att införa buffé, gjorde det möjligt för andra att dansa tillsammans med dem genom att arrangera maskeradbaler, där kungaparet tog på sig mask för ansiktet så fort de gick ut på golvet och alltså formellt uppträdde anonymt. När hennes bror kejsar Josef II gjorde ett statsbesök i Neapel 1769 rapporterade han hem att hon redan var centralfiguren vid hovet och populär både hos kungen och allmänheten. 
Maria Karolina var ambitiös och intresserad av politik. Hon använde sitt inflytande över maken till att ta kontrollen över statsangelägenheterna, och hennes inflytande ökade fram till att hon beskrevs som statens de facto regent. Enligt en klausul i äktenskapskontraktet hade hon rätt till en plats i riksrådet så snart hon hade fött en tronarvinge, och när detta skedde 1775, utnyttjade hon också den rätten. Hennes politik gick ut på att ge landet en stormaktsställning, frita det från spanskt inflytande och i stället ingå allians med Österrike och Storbritannien. Detta placerade henne direkt i konflikt med hennes svärfar, Karl III av Spanien, som genom Neapels premiärminister Tannucci styrde Neapel som en spansk lydstat. Sedan hon blivit medlem av rådet försökte Tannucci blockera hennes inflytande, vilket drev saken till sin spets. I oktober 1776 bad Tannucci Ferdinand att utesluta henne ur rådet. Ferdinand talade om Tannuccis önskan för Maria Karolina. Under nästa sammanträde ställde Maria Karolina till en öppen scen mot Tannucci, som därpå blev avskedad och ersatt med Henry Swinbourne. 
1779 lät hon utnämna John Acton till premiärminister och denne blev sedan hennes långvariga medarbetare. Hennes förtroende och intima samarbete med Acton gav upphov till rykten om att de hade ett förhållande, och hennes svärfar Karl III av Spanien såg till att informera hennes make om ryktena för att göra sig kvitt Acton och underminera hennes inflytande. Ferdinand konfronterade Maria Karolina, och paret låste in sig på hennes rum i en 24 fyra timmar lång uppgörelse där Ferdinand hotade att döda henne och Acton om han ertappade dem medan hon påminde honom om hans egen konstanta otrohet. Efter ett dygn lång uppgörelse lämnade paret rummet med Maria Karolina som segrare, och Acton kvarstod som minister. Karl III gav dock inte upp, utan skickade ett särskilt sändebud, Las Casas, till Neapel för att undersöka om ryktet var sant och kräva Actons avskedande. Maria Karolina klagade inför sin syster Marie-Antoinette, och dennas make Ludvig XVI av Frankrike bad sedan i egenskap av Karl III:s släkting denna att återkalla Las Casas. 
Maria Karolinas maktställning som statens verkliga regent var öppet erkänd och Ferdinand IV överlät statsaffärerna på henne även om han på papperet behöll namnet kung, något han också öppet erkände. Ferdinand intresserade sig inte för politik och betraktade det inte som en uppoffring att överlåta den på henne. 
Det nämns hur han vid sammanträden kunde distraheras av ljudet av jaktförberedelser utanför salen och då bara lämna rummet med instruktionen åt Maria Karolina att fatta vilka beslut hon ansåg bäst. Ferdinand fortsatte sin vana att ägna dagarna åt jakt medan Maria Karolina skötte statsaffärerna, liksom han hade gjort när Tannucci hade skött dem åt honom, och då han kom hem signerade han de statsdokument hon gav honom att underteckna. Samtida vittnesmål beskriver hur kungen satt tyst under audienser, medan i stället drottningen talade, och att han, då han tillfrågades om politiska ämnen, brukade skjuta dem ifrån sig med orden: "Fråga min fru, hon vet allt!"
Maria Karolinas inrikespolitik beskrivs som i linje med den upplysta despotin fram till den franska revolutionens utbrott. Hon fortsatte att tala tyska privat, anställda många tyskar vid sitt hov och lät också utnämna många tyskar till olika statliga tjänster. Hon blev snart en kontroversiell gestalt bland både liberaler och konservativa och utmålades som en utlänning som orättfärdigt hade tagit kontrollen över statens affärer. 
Hon besökte 1790 Wien inför dubbelbröllopet mellan hennes döttrar Maria Teresa och Louise med hennes bror kejsarens söner Frans och Ferdinand, och närvarade då också vid hennes brors kröning till kejsare i Frankfurt.

## Efter franska revolutionen
Initialt hälsade Maria Karolina den Franska revolutionen 1789 med gillande, i likhet med många andra anhängare av upplysningen, men hennes gillande förbyttes snart i ogillande på grund av hur den påverkade hennes syster, drottning Marie-Antoinette, och efter dennas avrättning 1793 var Maria Karolina en av revolutionens starkaste och mest hätska motståndare: hon ska till och med ha vägrat tala franska för att demonstrera sin avsky. Franska revolutionen innebar en kraftig förändring av hennes politik. Inrikespolitiskt upphörde hon med alla den upplysningsdespoti hon dittills hade utövat och som hon ansåg bar skulden för revolutionära stämningar, och hon riktade in sig mot spionverksamhet och förföljelse mot alla som kunde misstänkas för konspirationer mot monarkin. I fortsättningen riktade sig hennes utrikespolitik först mot allt som kunde ses som företrädare för franska revolutionen, och därefter mot Napoleon I, och hon slöt en ännu starkare allians med Storbritannien som skydd mot det revolutionära Frankrike och Napoleon. Hennes kursändring medförde också en växande impopularitet, och vid denna tid började det förekomma beskyllningar mot henne där hon anklagades för att tömma statens resurser på att finansiera politiska intriger. 
1786 blev hon bekant med den brittiska ambassadören William Hamiltons maka Emma Hamilton, som blev en av hennes närmaste vänner och gunstlingar, en förbindelse som blivit välkänd i historien. Hamilton fick genom sin vänskap med Maria Karolina också ett visst politiskt inflytande. Emma Hamilton var älskarinna till den brittiska amiralen Lord Nelson, som var befälhavare över britternas flotta i medelhavet. Maria Karolina samarbetade intimt med Nelson, vars flotta hon använde som skydd mot fransmännen.
När Napoleon invaderade Italien 1796, höll Maria Karolina och Ferdinand ett tal på balkongen i palatset i Neapel, där de förklarade att religionen, staten och tronen var i fara, att de var beredda att dö för sina undersåtar och förväntade sig att besvaras av dem på samma sätt. Neapel förberedde sig för krig, men i oktober 1796 slöt Ferdinand ett fredsfördrag med Napoleon mot Maria Karolinas vilja. 1797 erövrade Napoleon hela Italien med undantag av Neapel, slutligen också Rom. Vid den tidpunkten flydde bland annat de två gamla franska prinsessorna Adelaide och Victoire till Neapel med ett hov på 80 personer, och irriterade Maria Karolina genom att ta upp plats i Caserta och leva ett hovliv a'la Versailles. 
Maria Karolina slöt ett avtal med Österrike mot Frankrike, att användas i det fall freden mellan Frankrike och Neapel skulle brytas. I november 1798 övertalade Maria Karolina med hjälp av Lord Nelson Ferdinand att förklara krig mot Napoleon och erövra Rom innan även Neapel invaderades. Ferdinand lät sig övertygas, och erövrade framgångsrikt Rom. Men fransmännen hade utrymt Rom endast för att kunna omringa Ferdinands armé, och han var tvungen att fly tillbaka till Neapel, som Napoleon nu svor att erövra. Ferdinand ville försvara Neapel, men Maria Karolina deponerade statens pengar på brittiska ambassaden och förberedde en evakuering med Nelson. Inför fransmännens ankomst utbröt dock en fanatiskt patriotism bland allmänheten, lazzaroni, i Neapel, och en rojalistisk mobb omringade palatset och vägrade låta dem ge sig av. I december 1798 tog sig kungafamiljen ut ur palatset via en hemlig underjordisk gång till kusten, där de evakuerades av den brittiska flottan under Lord Nelson till Palermo på Sicilien. 
I Palermo bosatte sig Maria Karolina och hennes barn i Collipalatset, medan Ferdinand däremot hyrde en villa vid kusten. Exilen innebar en brytning mellan Maria Karolina och Ferdinand, som skyllde nederlaget på henne, eftersom det var hon som hade övertalat honom att förklara krig mot Napoleon. Maria Karolina avskydde Sicilien, som hon ansåg primitivt och okultiverat, och led av depression och dålig hälsa. 
Den oppositionella eliten i Neapel lät 22 januari 1799 utropa den Parthenopeiska republiken under franska arméns beskydd. När fred slutits med Frankrike och republiken krossats lät Maria Karolina hårt bestraffa oppositionen. Tusentals oppositionella arresterades, många blev också lynchade av kungatrogna mobbar, och åtskilliga inskränkningar av medborgerliga rättigheter infördes. Ferdinand vägrade dock att återvända till Neapel, trots Maria Karolinas och Nelsons ansträngningar. 
Maria Karolina reste år 1800 från Sicilien till Wien i sällskap med paret Hamilton, lord Nelson, sin son Leopoldo och sina döttrar. Hon stannade i Österrike i två år. År 1802 återvände hon slutligen till Neapel. Hon återupptog då sin Napoleon-fientliga policy. I januari 1806 förklarade Napoleon krig mot Neapel, och förklarade att han önskade bestraffa sin personliga fiende Maria Karolina. Den 23 flydde Ferdinand till Sicilien, följd av Maria Karolina den 11 februari, och tre dagar senare erövrades Neapel av Napoleon, som gjorde det till en fransk marionettstat med först sin bror Josef och därefter sin svåger Joachim Murat som kung. 
I Palermo bosatte sig hovet återigen i Collipalatset, och Ferdinand och Maria Karolina befriades från all regeringsmakt av britterna och separerade. Hennes dotter Maria Amalias bröllop i november 1809 var den sista gången kungaparet möttes. Hon blev djupt chockerad när hennes dotterdotter Maria Louise av Österrike gifte sig med Napoleon 1810, men tack vare äktenskapet gick Napoleon med på Marie Louises begäran att avstå från att erövra Sicilien för hennes mormors skull. Sicilien var en del av kungadömet Neapel, men det besattes av britterna för att kunna hållas mot Napoleon, och kungahuset levde där under brittiskt beskydd. Maria Karolinas politiska maktställning blev därmed försvagad och hon förlorade sitt politiska värde för britterna, särskilt som hon hade förlorat sitt inflytande över Ferdinand, som dessutom inte ville ha något med politik att göra. Samarbetssvårigheter uppstod mellan henne och britterna, som ville få henne avlägsnad som medarbetare.    
År 1813 övertalade britterna Ferdinand att utnämna deras son kronprinsen till ställföreträdande regent, något Ferdinand gick med på. Syftet var att avlägsna Maria Karolina från allt politiskt inflytande, något som också blev följden. På britternas begäran tvingades hon lämna Sicilien. Maria Karolina återvände då till Wien i Österrike. Hon reste i sällskap med sin son Leopoldo, och tog den långa omvägen via Grekland, Istanbul och Sankt Petersburg innan de anlände till Wien 2 februari 1814, där de fick en bostad i slottet Hetzendorf utanför Schönbrunn.  
Efter Napoleons nederlag 1814 inledde hon förhandlingar med sin brorson kejsar Frans och prins Metternich om en återinstallering av kungadömet Neapel och Sicilien. Hon avled samma år.

## Barn

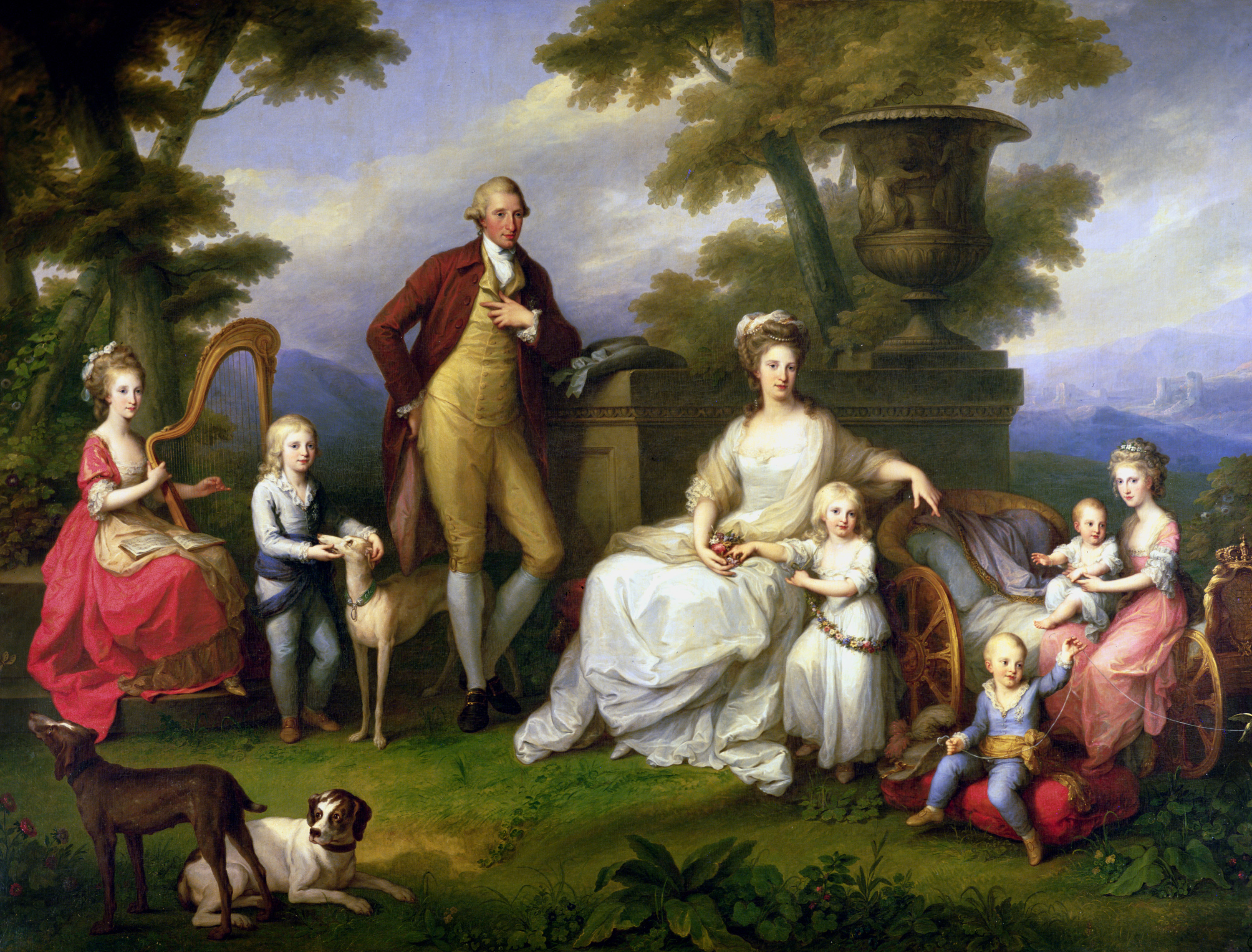
Angelika Kauffmann: Maria Carolina med familj

- Maria Teresa (1772–1807), gift med sin kusin kejsar Frans II
- Maria Luisa Amelia Teresa (1773–1802), gift med sin kusin Ferdinand III av Toscana
- Carlo  (1775–1778)
- Maria Anna (1775–1780)
- Frans I av Bägge Sicilierna (1777–1830)
- Maria Cristina Amelia (1779–1849), gift med Karl Felix av Sardinien
- Carlo (1780–1789)
- Giuseppe (1781–1783)
- Maria Amalia (1782–1866), gift med den framtida Ludvig Filip I av Frankrike 1809
- dödfött barn (1783)
- Maria Antonietta (1784–1806), gift med sin kusin Ferdinand VII av Spanien
- Maria Clothilde (1786–1792)
- Maria Enrichetta (1787–1792)
- Carlo (1788–1789)
- Leopoldo (1790–1851), prins av Salerno, gift med sin systerdotter Clementine av Österrike (1798–1881)
- Alberto (1792–1798)
- Maria Isabella (1793–1801)